# Danièle Kriegel
Pour les articles homonymes, voir Kriegel.
Danièle Kriegel (née Besse), née à Paris en 1950, est une journaliste et écrivaine franco-israélienne.

## Biographie
Danièle Kriegel est la fille de l'historienne et résistante Annie Kriegel et du philosophe Guy Besse. Sa mère se remarie avec Arthur Kriegel, résistant, ancien combattant et rhumatologue qui l'adopte. Elle prend alors son nom de famille.   
Après hypokhâgne, elle étudie la littérature moderne et ancienne et obtient un diplôme de l'Institut national des langues et civilisations orientales spécialisation hébreu, avant de poursuivre à l'École nationale supérieure des arts et techniques du théâtre dans la section comédie. 
En octobre 1980, elle s'installe à Jérusalem avec son mari le journaliste, documentaliste et écrivain Charles Enderlin. Elle travaille pour de nombreux médias dont  la radio télévision belge et Radio Canada.
Elle est la correspondante à Jérusalem pour le journal La Dépêche du Midi et depuis 1998 à l'hebdomadaire Le Point. Selon le Journal du dimanche, elle est « une des meilleures observatrices de la société israélienne ».
Elle publie en 1986 avec Régine Waintrater, psychothérapeute, un livre témoignage sur les femmes et la guerre en Israël.
En 2010, elle publie Ils sont fous ces hébreux, treize chroniques loufoques expliquant la pluralité de la vie en Israël.
En 2015, son deuxième roman La moustache de Staline est un récit autobiographique écrit à la première personne sur son enfance à Paris dans une famille communiste et sur son expérience d'adulte immigrée à Jérusalem avec un regard acéré sur la société contemporaine israélienne,.